# Gao Shi
Gao Shi (en chinois 高適), (702-765) est un poète chinois de la dynastie Tang.
Né dans le Shandong à la fin du VIIe siècle, il attendit sa cinquantième année pour composer des vers. Son existence avait été des plus agitées, et sa célébrité fut précédée d'une longue période de découragement. Les biographes le décrivent tour à tour dans les situations les plus diverses : luttant contre la pauvreté durant sa jeunesse ; épris d'une comédienne qu'il suit à travers les provinces, écrivant des pièces de théâtre pour la troupe nomade dont elle fait partie ; secrétaire d'un haut personnage en mission diplomatique dans le Tibet ; soldat ; puis enfin poète de renom, acquérant, au déclin de sa vie, la fortune et les distinctions qui ne manquent guère de suivre les succès littéraires.
Gao Shi s'était lié d'amitié avec Du Fu malgré la grande différence d'âge qui les séparait.
Les Chinois vantent l'élévation des sentiments de Gao Shi et la noblesse de ses expressions. Il affectionne certaines tournures archaïsantes qui rendent parfois ses vers très difficiles à appréhender pour le lecteur européen et, dans le choix des rimes comme dans l'arrangement des strophes, il prend assez souvent des libertés dont ses contemporains de la nouvelle école n'usaient déjà plus que fort rarement.